# Михайло Гамалія
Гамалія (Висоцький) Михайло (Мисько) (роки народження та смерті невідомі) — козацький військовий та державний діяч, черкаський полковник.

## Походження
За однією версією, походив із козацької сім'ї Василя Гамалії, який був вписаний до Реєстру Війська Запорозького 1649 року в складі Шубцевої сотні Черкаського полку, доводився старшим братом паволоцького полковника Михайла Гамалії. За іншою версією, був сином православного шляхтича Герасима Висоцького гербу «Дрия» з Летичівського повіту. Можливо також, що вони були братами по матері. На користь першої версії свідчить друге прізвище або прізвисько Якова Гамалії— Васютинський, котре, ймовірно, було дане йому по батьку Василю (Васюті). В той же час Михайло Гамалія відомий без додаткового прізвища.
Наприкінці XVIII століття Гамалії розповідали, що вони походять від давнього шляхетського роду Висоцьких, які жили в Подільському воєводстві в Летичівському повіті. Перший з відомих, який жив там на своїх шляхетських маєтностях, називався Михайло Висоцький, а брат його — Яків Висоцький. Документальні дані показують, що уже брати Михайло і Яків називалися Гамаліями. В. Модзалевський зазначає, що шляхетство обох братів Висоцьких Гамаліїв було видумане в кінці XVIII століття, коли козацькій старшині було дозволено записуватися до родовідних книг.

## Життєпис
Перша згадка про Михайла Гамалію відноситьсядо 1649 року, коли його названо членом товариства Черкаського полку. Ймовірно брав участь у походах гетьмана Богдана Хмельницького.
1660 року виступив проти гетьмана Юрія Хмельницького та укладеного Слободищеного договору. Ймовірно на цей час був полковим суддею черкаським. Підтримав дії наказного гетьмана Якима Сомка. У 1661 році призначений черкаським полковником (за іншою версією старшим над військами в Черкасах). 1662 році на Козелецький раді підтримав обрання Сомко гетьманом, а самого Михайла Гамалію було обрано генеральним суддею.
Стосовно подальшою діяльності Михайла Гамалії існують різні відомості: за одними він 1662 або 1663 року зазнав поразки й потрапив у полон до прибічників Юрія Хмельницького, а невдовзі Гамалію було розстріляно. За іншими — у 1667—1669 роках знову був черкаським полковником. Втім цим полковником можливо був його небіж Михайло Якович Гамалія.